# Kegen
Kegen är en ort i Kazakstan. Den ligger i oblystet Almaty, i den sydöstra delen av landet, 1 100 km sydost om huvudstaden Astana. Kegen ligger 1 848 meter över havet och antalet invånare är 9 993.
Terrängen runt Kegen är platt åt sydväst, men åt nordost är den kuperad. Runt Kegen är det mycket glesbefolkat, med 6 invånare per kvadratkilometer. Det finns inga andra samhällen i närheten. Trakten runt Kegen består i huvudsak av gräsmarker.